# Holz (Familienname)
Holz ist ein deutscher Familienname.

## Namensträger
- Adolf Holz (1875–1955), deutscher Architekt
- Albert Holz (1884–1954), deutscher Maler
- Alvine Holz (* 2004), deutsche Skispringerin
- Armin Holz (* 1962), deutscher Regisseur
- Arno Holz (1863–1929), deutscher Dichter
- August Holz (1823–1899), deutsch-amerikanischer Unternehmer
- Bernhard Holz (* 1964), deutscher Rennfahrer
- Boris Holz-Tetzlaff (* 1990), österreichischer Mountainbiker
- Brigitte Holz (* 1954), deutsche Architektin, Städtebauarchitektin und Stadtplanerin
- Christian Holz-Rau (* 1956), deutscher Ingenieur und Hochschullehrer
- Dietrich Holz (* 1956), deutscher Biophysiker und Hochschullehrer
- Elisabeth Holz-Averdung (1911–1970), deutsche Malerin
- Elisabeth Fischer-Holz (1921–2020), deutsche Lehrerin und Historikerin
- Emil Holz (1840–1915), deutscher Ingenieur der Eisenhüttenkunde und Industrieller
- Emil Holz (Zitherspieler) (1898–1967), schweizerischer Zitherspieler, Gitarrist und Komponist
- Emmy Holz (1902–1923), estnische Balletttänzerin
- Eres Holz (* 1977), israelischer Komponist
- Fedor Holz (* 1993), deutscher Pokerspieler und Unternehmer
- Ferdinand Wilhelm Holz (auch Holtz; 1799–1873), deutscher Architekt
- Frauke Holz (* 1939), deutsche Juristin und Richterin
- Friedel Holz (1919–1941), deutscher Fußballspieler
- Georg Holz (1863–1921), deutscher Philologe
- Gerhard Holz (1903–1988), deutscher Politiker (CDU) MdL
- Hans Heinz Holz (1927–2011), deutscher Philosoph
- Harald Holz (1930–2024), deutscher Philosoph
- Heinrich Holz (Architekt) (1885–1956), deutscher Architekt
- Heinrich Holz (Maler) (1890–1927), deutscher Maler und Buchillustrator
- Helmuth K. Holz (1930–2020), deutscher Unternehmer
- Hermann Holz (1821–1883), deutscher Maler, Fotograf, Bienenzüchter und Fachschriftsteller
- Ida Holz (* 1935), uruguayische Ingenieurin, Informatikerin und Forscherin
- Joachim Holz (Radsportler) (* 1938), deutscher Radsportler
- Joachim Holz (Politiker) (* 1944), deutscher Politiker (DBD, CDU)
- Johann Daniel Holz (1867–1945), deutscher Maler
- Justa Holz-Mänttäri (* 1936), deutsche Sprachwissenschaftlerin
- Karl Holz (Violinist) (1799–1858), österreichischer Violinist
- Karl Holz (Schriftsteller) (1892–1966), deutscher Schriftsteller
- Karl Holz (Politiker) (1895–1945), deutscher Politiker (NSDAP)
- Klaus Holz (* 1960), deutscher Soziologe und Antisemitismusforscher
- Manfred Holz (1938–2014), deutscher Physiker
- Marco Holz (* 1990), deutscher Fußballspieler
- Margret Holz (* 1942), deutsche Bildende Künstlerin
- Nikolaus Holz (1868–1949), deutscher Wasserbau- und Tiefbauingenieur sowie Hochschullehrer
- Otto Holz (1902–1963), deutscher Politiker (KPD/SED); Abteilungsleiter in der Zentralen Parteikontrollkommission (ZPKK) der SED
- Paul Holz (Zeichner) (1883–1938), deutscher Zeichner
- Paul Holz (Fußballspieler)  (1952–2017), deutscher Fußballspieler
- Peter Holz (* 1970), deutscher Journalist und Autor
- Ralph-Günther Holz, Informatiker und Hochschullehrer
- Richard Holz (1873–1945), von 1919 bis 1934 Oberbürgermeister der Stadt Zwickau in Sachsen
- Romina Holz (* 1988), deutsche Fußballtorhüterin
- Rudolf Holz (1899–1981), österreichischer Maler
- Stefan Holz (* 1966/1967), deutscher Sportfunktionär, Werbeunternehmer und Unternehmensberater
- Thomas Holz (* 1976), deutscher Rechtsanwalt und Politiker
- Thorsten Holz (* 1981), deutscher Informatiker und Hochschullehrer
- Walter K. B. Holz (1908–1993), deutscher Archivar
- Werner Holz (1948–1991), deutscher Maler und Grafiker
- Wilhelm Holz (Unternehmer) (1854–1925), deutscher Firmengründer
- Wilhelm Holz (Maler) (1893–um 1955), deutscher Maler
- Wolfgang Holz (1936–2009), deutscher Schauspieler